# Антикризисные коммуникации
Антикризисные коммуникации — комплекс коммуникативных мероприятий, направленных на прогнозирование, недопущение, преодоление, а также регулирование последствий кризиса.
Тимоти Кумбс, специалист по антикризисной коммуникации, определяет кризис как «непредсказуемое событие, которое ставит под угрозу взаимоотношения с заинтересованными сторонами и может серьезно повлиять на производительность организации». А кризисную коммуникацию характеризует как «сбор, обработку и распространение информации, необходимой для выхода из кризисной ситуации».
Три элемента объединяют кризисы: 1) угроза репутации, 2) элемент неожиданности, 3) ограниченное время для принятия решения.

## История
Потребность в проведении антикризисных коммуникаций возникла в 1980-х гг., когда участились случаи крупных промышленных и экологических катастроф. В это же время был сформирован перечень действий, которых рекомендуют придерживаться при проведении антикризисной коммуникации. Наиболее яркой считается кризисная ситуация, случившаяся в компании «Джонсон и Джонсон» в 1982 г. Кто-то подсыпал цианистый калий в препарат «Тайленол», успешно распространяемый на протяжении десятилетий. В результате скончались 7 человек. Кризис стал хрестоматийным и определил стандарты управления кризисными ситуациями («Правила Тайленола»).

## Типы кризисов
Важно правильно определить тип кризиса, поскольку от него зависит выбор антикризисной стратегии.
Отто Лербингер выделяет следующие типы кризисов:
- естественные кризисы
- технологические кризисы
- конфронтационные кризисы
- кризисы злонамеренного поведения
- кризисы в результате обмана
- кризисы искаженных ценностей управления
- кризисы неправомерного поведения руководства

### Естественный кризис.
Естественный кризис происходит в результате стихийных бедствий, угрожающих жизни, имуществу и окружающей среде. К ним относятся такие экологические явления, как землетрясения, извержения вулканов, торнадо и ураганы, наводнения, оползни, цунами, ураганы и др.

Пример: Землетрясение в Индийском океане в 2004 году

### Технологический кризис.
Технологические кризисы вызваны применением технических новшеств.
Технологические аварии возникают, когда техника становится неуправляемой и ведет к неполадкам в системе. Некоторые технологические кризисы происходят из-за ошибок людей.

Примеры: Авария на Чернобыльской АЭС, Выброс нефти из танкера Эксон Валдез

### Конфронтационный кризис.
Конфронтационный кризис возникает, когда недовольные лица, и / или группы пытаются оказать влияние на организации или властные структуры, чтобы добиться признания своих требований. Распространенные типы конфронтационного кризиса — бойкоты, ультиматумы представителям власти, блокада или оккупация зданий, сопротивление или неподчинение полиции.

### Кризис злонамеренного поведения.
Кризисы злонамеренного поведения вызваны криминальными или экстремистскими действиями со стороны определенных групп, выражающих враждебность по отношению к компании, стране или экономической системе, возможно, с целью ее дестабилизации и уничтожения. К подобному кризису можно отнести похищение людей, распространение злонамеренных слухов, терроризм и шпионаж.

Пример: Чикагский отравитель

### Кризис в результате обмана.
Кризис обмана происходит из-за сокрытия или искажения руководством информации о себе и своей продукции.

### Кризисы искаженных ценностей управления.
Кризис искаженных ценностей управления возникает, когда менеджеры предпочитают краткосрочные экономические выгоды и пренебрегают социальными ценностями. Вероятность наступления данного кризиса велика, если организация фокусируется на интересах акционеров и игнорирует интересы других заинтересованных сторон.

### Кризисы неправомерного поведения руководства.
Некоторые кризисы вызваны не только искаженными ценностями, но и преднамеренной безнравственностью и незаконностью.

## Функции антикризисной коммуникации

### Внутренняя
Поддержание внутри организации высокого уровня сплочённости, уверенности в успехе.

### Внешняя
Взаимодействие с общественностью и заинтересованными сторонами. Обеспечение поддержки СМИ, представителей власти, политических и деловых кругов, потребителей товаров (услуг) и так далее.

## Этапы антикризисной коммуникации
- Докризисный этап (планирование, выявление рисков и работа с ними).
- Стадия кризиса (ответ на кризисную ситуацию).
- Посткризисный этап (происходит после того, как кризис был урегулирован).

Антикризисная коммуникация подразумевает работу с угрозами до, во время и после того, как они произошли. Важно начинать антикризисную коммуникацию до наступления кризиса, это позволит снизить ущерб от неблагоприятного события и даже предотвратить инцидент, который может перерасти в кризис.

## Антикризисная программа
Разработка антикризисной программы является основой антикризисной коммуникации. Данная программа представляет собой заранее разработанный план действий на случай возникновения кризиса.
Антикризисный план содержит как минимум 4 основные части:
- Перечисление вероятных рисков.
- Выбор стратегии поведения для каждой конкретной проблемы.
- Детализированный сценарий действий.
- Формирование команды, которая эти действия воплощает.

Как правило, антикризисная программа также содержит следующие сведения: принципы взаимоотношения со СМИ, правила и типичные ошибки при общении с журналистами, образцы PR-текстов (пресс-релизы, внутренние документы и др.) и т. д.

## Примеры антикризисной коммуникации
- Дело чикагского отравителя — 1982 & 1986[7]
- Выброс нефти из танкера Эксон Валдез — 1989[8]
- Шприц в банке Pepsi — 1993
- Домино’c — кризис на YouTube — 2009[9]
- Взрыв нефтяной платформы Deepwater Horizon — 2010[10][11]